# جی. آلن فریر، جونیور
جی. آلن فریر، جونیور (به انگلیسی: J. Allen Frear, Jr.) سناتور سابق عضو حزب دموکرات ایالات متحده آمریکا بود. وی در سال ۱۹۴۹ تا ۱۹۶۱ میلادی سناتور ایالت دلاویر در سنای ایالات متحده آمریکا بود.